# Institut für Kartographie der Technischen Universität Dresden

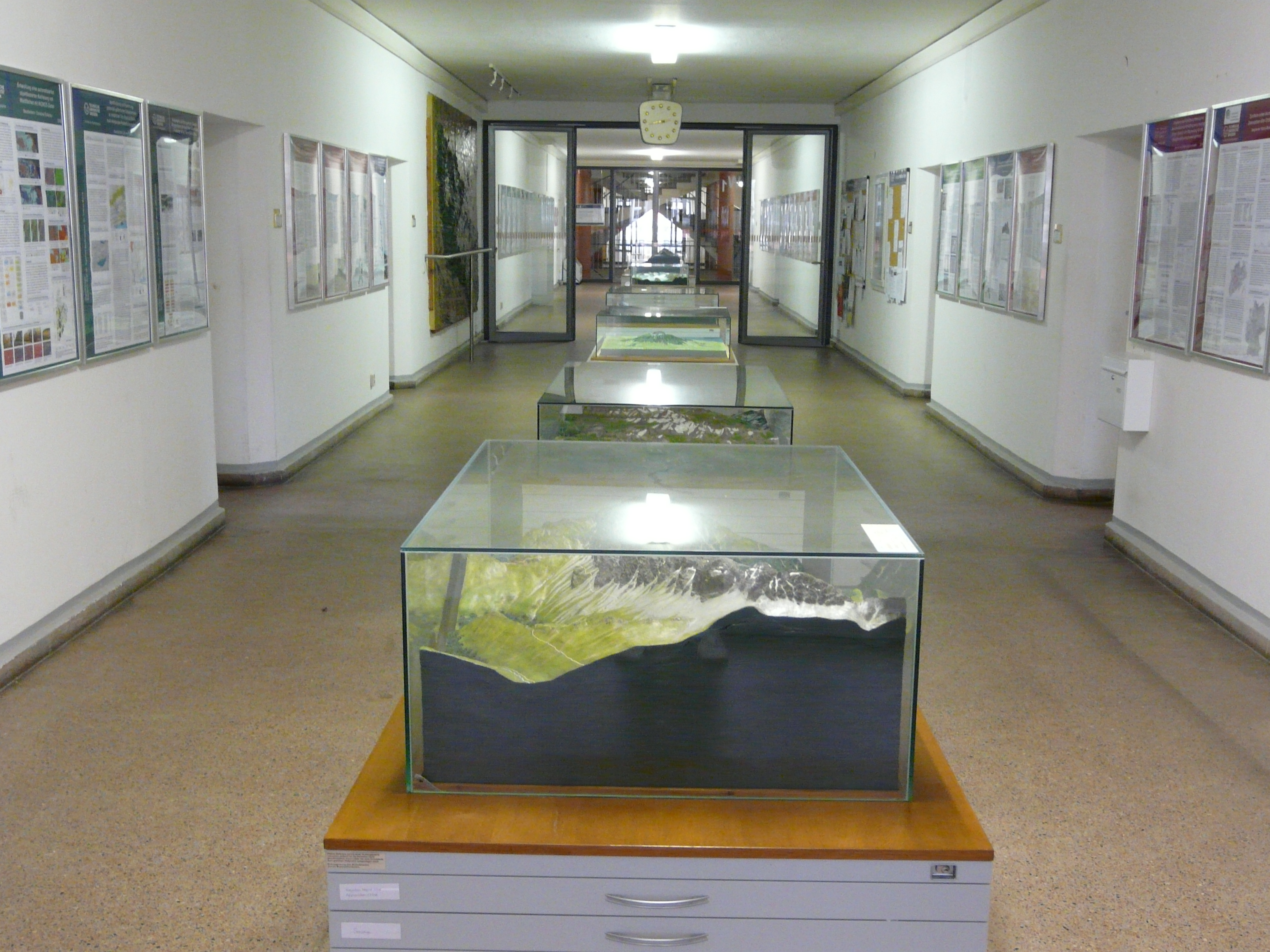
Gang des Instituts für Kartographie der Technischen Universität Dresden

Das Institut für Kartographie der Technischen Universität Dresden gehört zur Fachrichtung Geowissenschaften der Fakultät Umweltwissenschaften und hat seit der Gründung seinen Sitz im Hülsse-Bau in der Dresdner Helmholtzstraße.

## Geschichte
Nachdem mit dem Immatrikulationsjahrgang 1955 die Ausbildung von Diplomingenieuren für Kartographie an der Technischen Hochschule in Dresden begonnen hatte, erfolgte am 1. Dezember 1959 die Gründung des Institutes für Kartographie der Technischen Hochschule Dresden, die 1961 in Technische Universität Dresden umbenannt wurde. Die Grundlagen für den Aufbau eines eigenen Lehrstuhls für Kartographie legte Nikolai Michailowitsch Wolkow, Dekan der Kartografischen Fakultät der Moskauer Hochschule für Ingenieure der Geodäsie, Aerofotogrammetrie und Kartographie (MIIGAiK), der am 28. Januar 1957 mit seiner Frau in Dresden ankam und vom Wintersemester 1957 bis zum Sommersemester 1958 als Gastprofessor für Kartographie an der Technischen Hochschule in Dresden lehrte. Er übernahm 1957 auch die Planung der Ausstattung und die Bestellung der notwendigen Geräte und Maschinen eines modernen kartographischen Reproduktions- und Drucklabors, welches bis in die 1990er Jahre immer wieder erweitert und modernisiert wurde. Wesentlichen Anteil an der Schaffung der organisatorischen und technischen Voraussetzungen für die kartographische Ausbildung sowie am Aufbau des Studienganges selbst hatten auch die Assistenten Heinz Finger und Rudolf Habel. Neben der Beschaffung und Installation der Geräte für die Kartographisch-Technische Einrichtung (KTE) waren sie auch von Anfang an eng in die Lehre eingebunden.
Unter der Leitung des Österreichers Wolfgang Pillewizer, der 1958 auf den Lehrstuhl für Kartographie berufen wurde, erfolgte ein breiter Ausbau der thematischen Kartographie in Lehre und Forschung. Hierfür holte er 1960 Friedrich Töpfer, 1962 Karl Lengfeld und 1963 Werner Stams, die zu Forschung und Lehre in der Folgezeit einen wesentlichen Beitrag leisteten, an das Institut. Wolfgang Pillewizers gute Verbindungen nach Ost und West waren auch der ständigen Erweiterung der Fachbibliothek und der Beispielkartensammlung förderlich. In dieser Zeit begann das Institut für Kartographie damit, neben dem Direktstudium weitere kartographische Bildungsmöglichkeiten anzubieten. So gab es in den 1960er und 1970er Jahren auch die Möglichkeit, Kartographie im Fernstudium zu belegen. Zudem wurden von Anfang der 1960er Jahre bis 2006 neben dem Studium der Kartographie auch kartographische Weiterbildungsveranstaltungen zu jeweils aktuellen Schwerpunktthemen angeboten.
Die 3. Hochschulreform in der Deutschen Demokratischen Republik führte Ende der 1960er Jahre auch an der Technischen Universität Dresden zu grundlegenden Umstrukturierungen, die im Herbst 1968 unter anderem die Gründung der Sektion Geodäsie und Kartographie sowie die Umbenennung des Institutes für Kartographie in Wissenschaftsbereich Kartographie mit sich brachten. Bereichsleiter für den Wissenschaftsbereich Kartographie sowie Stellvertreter des Sektionsdirektors für Planung und Leitung der Wissenschaft und ab 1969 Stellvertreter des Direktors der Sektion Walter Zill wurde Professor Wolfgang Pillewizer. Aufgrund der Entwicklung der politischen Verhältnisse in der DDR, der Verschärfung der Geheimhaltungsbestimmungen für topographische Karten sowie wegen Plänen zur Einführung des Wahlfaches Kartographie für Geodäsiestudenten an der Technischen Hochschule Wien entschloss sich Wolfgang Pillewizer 1970, den Lehrstuhl für Kartographie in Dresden aufzugeben und das Land zu verlassen.
Erst 1972 wurde der Lehrstuhl mit Professor Rudi Ogrissek neu besetzt, der diesen bis 1990 innehatte und von 1977 bis 1980 auch Sektionsdirektor war. Bereits um 1970 hatte Friedrich Töpfer, seit 1966 Dozent für Topographie und Topographische Kartographie, mit dem Aufbau eines Computerlabors begonnen.
Nach den politischen Umwälzungen in Deutschland erfolgte Anfang des Jahres 1991 die Gründung eines Instituts für Kartographie und Geographie als Bestandteil der neuen Fakultät Bau-, Wasser- und Forstwesen. Im Rahmen der Hochschulerneuerung im Freistaat Sachsen wurde das Institut 1992 umstrukturiert und mit drei Professuren und einer Dozentur neuen Rechts ausgestattet, die mit Manfred Buchroithner, Wolf Günther Koch und Ingeborg Wilfert besetzt wurden. Die Dozentur blieb vorläufig unbesetzt. Zu dieser Zeit wurde auch die Ausstattung des Instituts um die damals modernste Technik für Digitalkartographie und Geoinformatik einschließlich Satellitenbildauswertung ergänzt. Eine Erweiterung der Einrichtung für Druckvorstufe und Druck erfolgte mit einem neuen digital-reprotechnischen Arbeitsplatz, einem Rasterbelichter und einer Offset-Druckmaschine.
Weitere Umstrukturierungen folgten. So wurde im Sommer 1993 die zur Fakultät Bau-, Wasser- und Forstwesen gehörende Abteilung Geodäsie und Kartographie, ab Wintersemester Abteilung Geodäsie / Kartographie / Geographie gegründet, zu der das seit dem 1. Januar 1993 wieder eigenständige Institut für Kartographie gehörte. Seit dem Wintersemester 1994 gehört das Institut für Kartographie zur Fachrichtung Geowissenschaften der neuen Fakultät Forst-, Geo- und Hydrowissenschaften der Technischen Universität Dresden. Ende August wurde durch ein Rundschreiben des Rektors bekannt, dass diese Fakultät wiederum in die Fakultät Umweltwissenschaften umbenannt wurde.

## Forschung
Die Forschung am Institut für Kartographie der Technischen Universität Dresden deckt ein sehr weites Themenspektrum ab. Darüber hinaus begann man bereits sehr früh damit, die Forschung mehr und mehr durch Aufträge aus der Wirtschaft zu finanzieren und sich damit besonders stark an der praktischen Anwendung zu orientieren. Da Forschung und Lehre vom selben Personal betrieben und studentische Arbeiten wann immer möglich in die Forschungstätigkeit einbezogen wurden und werden, ergibt sich eine sehr enge Verflechtung von Forschung und Lehre am Institut für Kartographie der Technischen Universität Dresden.
In den ersten Jahren konzentrierte sich die Forschung in erster Linie auf die Generalisierung, behandelte aber zugleich auch die Reliefdarstellung, die thematische Kartographie sowie reproduktionstechnische Themen. Ab 1968 war der hauptsächliche Forschungsschwerpunkt die Automation in der Kartographie, deren Ausbildung dann auch ab den 1970er Jahren intensiv betrieben und gefördert wurde. Ende der 1980er Jahre hatte Heinrich Griess die Forschungsleitung über die Automationsforschung zum Aufbau des Automatisierten Kartographischen Systems (AKS) der DDR, dessen Aufgaben in etwa dem entsprachen, was später in der Bundesrepublik mit dem Amtlichen Topographisch-Kartographischen Informationssystem (ATKIS) umgesetzt wurde. Darüber hinaus war die Forschung in den 1970er und 1980er Jahren eng mit der Erstellung des Atlas der Deutschen Demokratischen Republik verbunden. Auch in der theoretischen Kartographie war das Institut in dieser Zeit aktiv. So erschien beispielsweise 1987 Rudi Ogrisseks Buch „Theoretische Kartographie. Eine Einführung“.
Seit den 1990er Jahren befasst sich die Forschung des Instituts für Kartographie hauptsächlich mit den Themen theoretische Kartographie und Kartosemiotik, dreidimensionale Visualisierung, Hochgebirgs- und planetare Kartographie, taktile Karten, Geoinformationssysteme, Internet- und Multimedia-Kartographie sowie mit der Anwendung und Anpassung der modernen digitalen Medientechnik auf speziell kartographische Bedürfnisse. Im Jahre 2013 erschien zum vom Institut organisierten 27. Kartographie-Weltkongress in Dresden das Buch von Pablo Azócar und Manfred Buchroithner Paradigms in Cartography. An Epistemological Review of the 20th and 21st Centuries.

## Ausstattung

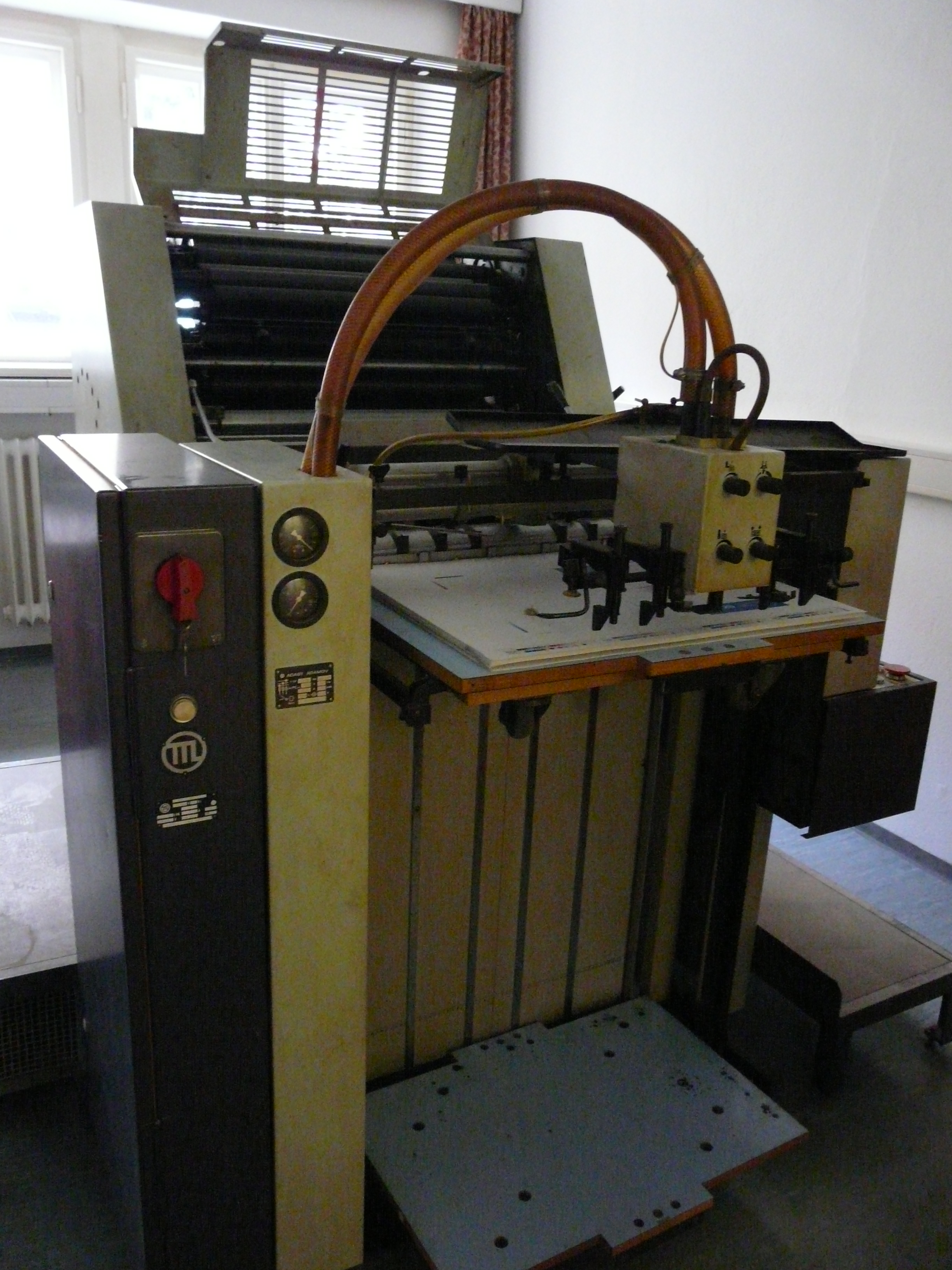
Offset-Druckmaschine in der Kartographisch-Technischen Einrichtung (KTE) der Technischen Universität Dresden

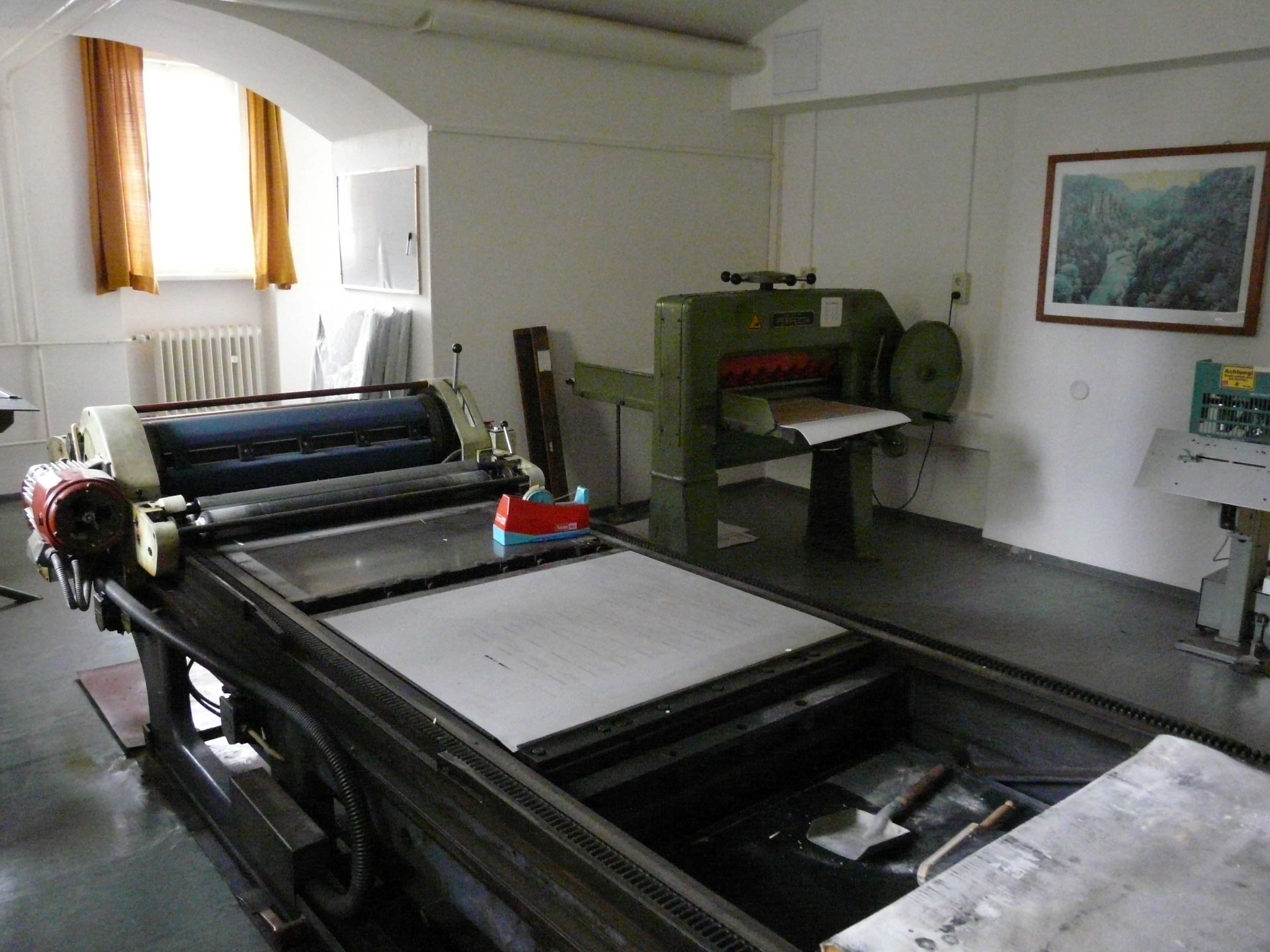
Offset-Andruckpresse und Papierschneidemaschine in der Kartographisch-Technischen Einrichtung der Technischen Universität Dresden

Die Ausstattung der zum Institut für Kartographie gehörenden Kartographisch-Technischen Einrichtung (KTE) im Tillich-Bau war von Anfang an so ausgelegt, dass alle Arbeitsschritte der Kartenherstellung vom Zeichnen und Gravieren über die fotografischen Prozesse bis zum Andruck der fertigen Karte hier ausgeführt werden konnten. Genutzt wurde sie neben der Vorführung technischer Prozesse im Rahmen der Ausbildung vor allem zur Herstellung von Gletscherkarten nach photogrammetrischen Auswertungen und zur Herstellung von Gestaltungsvarianten thematischer Karten. Bald kam auch die Nutzung für studentische Arbeiten, für Diplomarbeiten sowie zur Herstellung von Originalkarten, die in Kooperation mit Partnereinrichtungen in der Praxis entstanden, hinzu. Auch Materialien und Methoden zur Erhöhung der Maßhaltigkeit sowie zur Reliefschummerung wurden hier erforscht. Eine Besonderheit in der Kartographisch-Technischen Einrichtung stellte lange Zeit die Zweiraum-Reproduktionskamera mit einem Negativformat von 80 × 80 cm dar, die aber vor wenigen Jahren abgebaut wurde.
Allerdings wurde die Ausstattung bereits seit den letzten größeren Investitionen aus dem Jahre 1992 nicht mehr wesentlich modernisiert. Da der überwiegende Teil der Ausstattung der analogen Reproduktionstechnik zuzuordnen war und diese in der Praxis nahezu vollständig von der digitalen Datenverarbeitung verdrängt worden ist, sind die meisten Gerätschaften in den letzten Jahren ausgemustert worden. Die wenigen noch vorhandenen Geräte werden größtenteils nicht mehr genutzt, da zum einen kein Bedarf mehr besteht und zum anderen das bedienungskundige Personal mittlerweile im Ruhestand ist. Stattdessen wird heute in moderne Rechnerarbeitsplätze mit der dazugehörigen kartographiespezifischen Hard- und Software investiert.
Das Institut für Kartographie verfügt bis heute über eine eigene kleine Fachbibliothek und Beispielkartensammlung sowie über eine der größten Reliefsammlungen Deutschlands. Diese Reliefsammlung wurde nicht gezielt angelegt, sondern entstand nach und nach hauptsächlich durch Schenkungen.

## Ausbildung

### Geschichtliche Entwicklung
Die Ausarbeitung eines ersten Studienplanes für Kartographie durch eine Kommission beim Staatssekretariat für Hochschulwesen unter der Leitung des Dresdner Geodäsie-Professors Walter Zill erfolgte ab 1953. Dieser erste Studienplan der Fachrichtung Kartographie wurde am 1. September 1955 bestätigt und veröffentlicht. Er umfasste ein zweijähriges Grundstudium, das vollständig gemeinsam mit der Fachrichtung Geodäsie erfolgte, sowie ein dreijähriges Fachstudium, wobei das 8. Semester dem Ingenieurspraktikum diente. Mit einem geodätischen Anteil von 37 % orientierte sich das Studium noch sehr stark an seinen Ursprüngen. Der Abschluss brachte von Anfang an den Titel Diplom-Ingenieur für Kartographie. Die Immatrikulation der ersten Studenten erfolgte zum Wintersemester 1955/56.
Ab dem Immatrikulationsjahrgang 1960 wurde das Studium um ein Semester verlängert, der geodätische Anteil verringert, und erstmals wurden Geländepraktika durchgeführt, wie sie ihren Ursprung in der geographischen Ausbildungstradition haben und im Kartographiestudium an der Technischen Universität Dresden bis heute durchgeführt werden. Diese Geländepraktika wurden bis 1968 gemeinsam mit der Technischen Universität Prag durchgeführt und führten zum einen in die slowakische Hohe Tatra und zum anderen in das mecklenburgische Binnenland und an die Ostseeküste. Von 1969 bis 1989 war das Ziel dieser Exkursionen die polnische Hohe Tatra. 1990 ging die Exkursion in die französischen Alpen. Seit 1992 findet ein zehntägiges Geländepraktikum in den Ostalpen (Österreich) statt.
Zusätzlich zum Direktstudium wurde auch ein fünfjähriges Fernstudium der Kartographie in 3 Matrikeln mit den Abschlussjahrgängen 1967, 1970 und 1975 angeboten. Insgesamt wurde die Möglichkeit des Fernstudiums von 12 Studenten genutzt.
Im Jahre 1968 wurde die Studienzeit wieder auf 10 Semester verringert. Von 1969 bis in die 1970er Jahre betrug die Studienzeit sogar nur 8 Semester, wobei man zwischen drei verschiedenen Abschlüssen wählen konnte. Ohne Diplomarbeit wurde man Hochschulingenieur, mit Diplomarbeit Diplomingenieur und hatte die Möglichkeit, ein Forschungsstudium mit Promotion zum Doktor der Ingenieurwissenschaften (Dr.-Ing.) anzuschließen.
Ab 1973 wurde der vierte Studienplan ausgearbeitet, der ab 1975 voll wirksam wurde. Dieser Studienplan berücksichtigte den Paradigmenwechsel in der Kartographie und die veränderten Anforderungen der Praxis. Neue Elemente in diesem Studienplan waren die kartographische Kommunikation, die ingenieurpsychologischen Grundlagen der Kartographie, mathematisch-kartographische Methoden, die Automatisierung der Kartenherstellung, der weitere Ausbau der thematischen Kartographie sowie die Bildung von Lernkomplexen. Nun betrug die Studienzeit wieder 9 Semester.
1992 trat der fünfte Studienplan in Kraft, der wieder eine Regelstudienzeit von 10 Semestern vorsah. Durch den Ausbau des Bereiches Geoinformationssysteme sowie die Einführung der Fächer Digitalkartographie, Bildverarbeitung und Kartengestaltung trug dieser dem Übergang von der analogen zur digitalen Kartographie Rechnung. Darüber hinaus wurden diverse Wahlpflichtfächer und die drei Vertiefungsrichtungen Topographische Kartographie, Geoinformatik und Thematische Kartographie eingeführt.
Ab 1996 wurde das Fach Thematische Kartographie auch als Nebenfach für Geographie-Studierende, ab 2004 das Fach Kartographie und Geoinformationssysteme als Nebenfach für Studenten der Informatik und Medieninformatik angeboten. Von 2001 bis 2007 wurde die Ausbildung im Bereich der Geoinformationssysteme auch für Studierende der Hydrologie übernommen.
Bereits seit 1959 werden auch externe Fachleute vielfach als Lehrbeauftragte herangezogen.
In den ersten Jahren lag die Zahl der Studierenden pro Jahrgang relativ stabil bei nur 6 bis 9 Studenten. Insbesondere seit den 1990er Jahren nahm die Zahl der Studierenden jedoch deutlich zu.

### Aktuelle Kartographische Ausbildung
Seit Wintersemester 2008 wird das Studium unter dem Namen „Kartographie und Geomedientechnik“ nach dem Bachelor- und Master-System angeboten. Im Anschluss an das Bachelor-Studium besteht die Möglichkeit, ein über 4 Semester gehendes Master-Studium „Geoinformationstechnologien“ zu absolvieren. Dieses wird neben Kartografen auch Absolventen der Bachelor-Studiengänge Geodäsie und Geoinformation sowie Geographie angeboten und besteht je nach Auswahl der Wahlpflichtmodule zu etwa 10 bis 50 % aus kartographischen Inhalten. Der erste Master-Studiengang startete im Wintersemester 2011/12.
Das Studium ist modular aufgebaut, wobei die einzelnen Module aus Vorlesungen, Übungen, Seminaren, Praktika sowie Selbststudium bestehen. Der Bachelor-Studiengang umfasst 6 Semester, in denen 21 Pflichtmodule einschließlich eines 8-wöchigen Praktikums sowie 3 Wahlpflichtmodule zu absolvieren sind. Hierbei werden anfangs vor allem die mathematisch-naturwissenschaftlichen Grundlagen bearbeitet. Darüber hinaus stehen neben den Kernfächern der Allgemeinen und Angewandten Kartographie und Geomedientechnik auch Ergänzungsfächer der Geowissenschaften und Allgemeine Qualifikationen auf dem Programm.
In Zusammenarbeit mit den Technischen Universitäten München und Wien wird seit dem Studienjahr 2011/12 ein englischsprachiges Studium „International Master of Science in Cartography“ angeboten, wobei an jeder der 3 Universitäten ein Semester studiert und im 4. Semester an einer dieser Universitäten die Masterarbeit geschrieben wird.
Neben der eigenständigen Kartographie-Ausbildung erbringt das Institut für Kartographie auch Lehrleistungen für die Studiengänge Geodäsie, Geographie und Hydrologie. Außerdem bietet es seit 1996 das Nebenfach Thematische Kartographie für Geographen und seit 2004 das Nebenfach Kartographie und Geoinformationssysteme für Informatiker beziehungsweise später Medieninformatiker an.

## Direktoren, Professoren und Dozenten
Leiterbeziehungsweise zwischenzeitlich des Wissenschaftsbereiches Kartographie (1968–1990) sowie des Instituts für Kartographie und Geographie (1991–1992)
(ab 1. Dezember 1959):
- 1. Januar 1960 – 31. August 1970 – Wolfgang Pillewizer
- 1. September 1970 – 31. August 1972 – Administrativer Leiter Ernst Neef, Kommissarischer Leiter Friedrich Töpfer
- 1. September 1972 – 31. Dezember 1990 – Rudi Ogrissek
- 1. Januar 1991 – 31. März 1992 – Friedrich Töpfer
- 1. April 1992 – 30. September 1994: Wolf Günther Koch
- 1. Oktober 1994[5] – 30. September 1997: Ingeborg Wilfert
- 1. Oktober 1997 – 30. September 2000: Manfred Buchroithner
- 1. Oktober 2000 – 30. September 2003: Wolf Günther Koch
- 1. Oktober 2003 – Oktober 2016: Manfred Buchroithner
- seit Oktober 2016: Dirk Burghardt

Lehrstuhl beziehungsweise später Professur für Kartographie
Der Stellenplan für den Lehrstuhl für Kartographie wurde am 22. Mai 1957 erstmals rückwirkend zum 1. Januar 1957 genehmigt. Bis zur Besetzung durch Professor Wolfgang Pillewizer wurde der Lehrstuhl für Kartographie kommissarisch durch Walter Zill, Professor für Geodäsie verwaltet.
- 1. April 1958 – 31. August 1970 – Wolfgang Pillewizer
- 1. September 1972 – 29. Februar 1992 – Rudi Ogrissek
- ab 1. Oktober 1992 – Manfred Buchroithner

Professur für Theoretische Kartographie und Kartengestaltung (1. Juni 1992 – 31. März 2008)
- Wolf Günther Koch

Professur für Kartentechnik (1. November 1992 – 31. März 2004)
- Ingeborg Wilfert

Professur für Kartographische Kommunikation (ab 1. März 2009)
- Dirk Burghardt

Dozentur für Topographie und Topographische Kartographie (1. Februar 1966 – 31. August 2001)
- 1. Februar 1966 – 31. März 1992 – Friedrich Töpfer; 15. September 1990 – 31. März 1992 Außerordentlicher Professor für Topographie und Topographische Kartographie
- 1. April 2000 – 31. August 2001 – Frank Dickmann

Dozentur für Kartengestaltung (1. Februar 1971 – 31. Dezember 1992)
- Werner Stams

Dozentur für Automatisierung kartographischer Prozesse (1. Februar 1980 – 31. Dezember 1992)
- Frank Hoffmann

## Weitere Quellen
1. ↑  Technische Universität Dresden, Universitätsarchiv: Personal- und Vorlesungsverzeichnisse
2. ↑  Technische Universität Dresden, Verwaltungsrichtlinien der Universitätsverwaltung: Rundschreiben des Rektors
3. ↑  ICC 2013 International Cartographic Association. In: icaci.org. Abgerufen am 4. Februar 2017.
4. ↑  Pablo Iván Azócar Fernández und Manfred Buchroithner: Paradigms in Cartography - An Epistemological Review of the 20th and 21st Centuries. In: springer.com. Springer, abgerufen am 4. Februar 2017.
5. ↑  Technische Universität Dresden, Universitätsarchiv: Institutsunterlagen Professor Koch, Nummer 12
6. ↑  Technische Universität Dresden, Universitätsarchiv: Fakultät für Bauwesen, XII/385
7. ↑  Technische Universität Dresden, Universitätsarchiv: Personalakte Werner Stams
8. ↑  Technische Universität Dresden, Universitätsarchiv: Personalakte Frank Hoffmann

Koordinaten: 51° 1′ 44,6″ N, 13° 43′ 25,7″ O